# Little York (Illinois)
Little York é uma vila localizada no estado americano de Illinois, no Condado de Warren.

## Demografia
Segundo o censo americano de 2000, a sua população era de 269 habitantes.
Em 2006, foi estimada uma população de 252, um decréscimo de 17 (-6.3%).

## Geografia
De acordo com o United States Census Bureau tem uma área de
0,7 km², dos quais 0,7 km² cobertos por terra e 0,0 km² cobertos por água. Little York localiza-se a aproximadamente 195 m acima do nível do mar.

## Localidades na vizinhança
O diagrama seguinte representa as localidades num raio de 20 km ao redor de Little York.